# الاستعلاء الهاشمي
الاستعلاء الهاشمي هو أيديولوجية عنصرية في العالم الإسلامي، تقوم على الافتراض الديني بأن عائلة النبي محمد وأحفادهم متفوقون بشكل أساسي على غيرهم من المسلمين، وبالتالي يجب ضمان وضعهم المميز.  وفي الوقت الحاضر تُستخدم لتبرير بعض الحكومات والأحزاب السياسية في بلدان مثل إيران واليمن ولبنان والعراق.

## نظرية التفوق الهاشمي
تعتمد نظرية الهيمنة والتفوق للهاشميين على فهم خاطئ لمختلف النصوص الدينية الإسلامية مثل القرآن وأقوال النبي محمد، حيث يُعتقد أن الهاشميين، وخاصةً أهل البيت، هم أفضل من سائر الناس (وبالتالي المسلمين) ويجب ضمان مكانتهم المميزة.  الهاشميون هم قبيلة واسعة من قريش في مكة، وسُميت على اسم جد النبي محمد. واليوم هناك العديد من الأسر التي تدعي أن أصلها هاشمي في مختلف الدول الإسلامية. تُقسم الأسر الهاشمية أحيانًا إلى فروع، حيث تُفضل إحدى الفروع على الأخرى حسب القرب من النبي محمد. وبالتالي يُستخدم مصطلح "أهل البيت" تقريبًا حصرًا للعائلة أو أحفاد النبي محمد اليوم.
الهاشميون كانوا دائمًا يحتلون مكانة خاصة في تاريخ الإسلام، وعُززت هذه النظرية سياسيًا خلال فترة الخلفاء الراشدين، حيث تم منح أقارب النبي مكانة مميزة في الفكر الإسلامي. بعد ذلك، تطورت النظرية أكثر بسبب تصاعد الصراع على السلطة، وخصوصًا بين الشيعة الذين يحتكرون تمثيل أسرة النبي، وبحسب اعتقادهم فإن حب أسرة النبي من الواجبات التي فرضها الله. 
تظهر النظرية أيضًا من خلال الألقاب التكريمية للهاشميين، مثل الألقاب الفخرية الشريف والسيد وغيرها. في المقابل في بعض الأحيان، في اليمن على سبيل المثال، يوصف الأشخاص الذين لا ينتمون لهذه الفئة بمصطلحات مهينة.  يرى الهاشميون في أن لهم الحق في الحصول على خُمس (20%) من موارد الدولة، وفي 2020 حاول الحوثيون تقنين هذه الأحقية في اليمن.  
في العراق، يُعبّر الشيعة عن تقديرهم واحترامهم لعلماء الدين الهاشميين، الذين يميزون أنفسهم بارتداء العمائم السوداء، ويعتقدون أنهم خلفاء مباشرين للنبي محمد من حيث المعرفة والنسب. ولهذا السبب شهدت القرون الأخيرة وجود العديد من علماء الدين الهاشميين في مواقع قيادية في أعلى مدارس الطائفة في إيران والعراق، مثل محمد مهدي بحر العلوم ومحمد حسن الشيرازي وأبو الحسن الأصفهاني وأبو القاسم الشوعي. بالإضافة إلى ذلك، نشأت عائلات أثبتت وفائها السياسي وشكلت تحالفات مؤثرة، مثل عائلة آل الحكيم وعائلة آل الصدر.

## التمييز العنصري

### في اليمن
يصف الهاشميون أنفسهم بأنهم طبقة أعلى من بقية المجتمع. ويمنعون منعاً باتاً زواج المرأة الهاشمية من غير الهاشميين، 

### في العراق
في العراق يحتل أحفاد النبي محمد وعلي بن أبي طالب (ابن عم النبي وصهره) مكانة مرموقة في التسلسل الاجتماعي، حيث يُعتبرون قادة محليين ويتنافسون مع الحكام مثل شيوخ العشائر والمحافظين والحكام. بالإضافة إلى التسلسل الاجتماعي، يرتبط الهاشميون أيضًا بنظام الملكية الأرضية، حيث يُزعم أن لديهم الحق في 20% من الأراضي، مثلما هو الحال في جنوب العراق بين الفلاحين الشيعة وشمال العراق بين الفلاحين الموسميين والرعاة الكرد، حيث يُمنح لهم هذا الحق المزعوم أراضي خصبة سواء كهبة أو نذر. بالإضافة إلى ذلك يطلبون الطاعة من بقية الشعب، ويتوعدون المُمانعين باللعنة. وهكذا يُعظم الهاشميون كقادة فخريين للعشائر القبلية ذات الأصول المختلفة، مثل عشيرة البرزاني الكردية أو إمارة المنتفق البدوية.

## طالع أيضًا
- عيد الغدير